# Corleonesi
De Corleonesi is een machtige fractie binnen de Italiaanse Cosa nostra of maffia. Gedurende de jaren 80 en 90 domineerden zij, na een bloederige maffiaoorlog, voor een groot deel de maffia en zijn praktijken in Sicilië.

## Corleone
De naam Corleonesi komt voort uit het feit dat de meeste belangrijke kopstukken van de groep uit het dorpje Corleone, Sicilië komen. Allereerst Don Michele Navarra, geliquideerd en opgevolgd door Luciano Leggio en later Salvatore "Totò" Riina. Na Riina's arrestatie in 1993, namen Bernardo Provenzano en Leoluca Bagarella, Riina’s zwager, het roer over.
Aanvankelijk was Don Michele Navarra, arts in een ziekenhuis, het hoofd van de maffiaclan in Corleone. In 1958 werd hij op bevel van Luciano Leggio, de rechterhand van Navarra en een bijzonder brute maffioso, vermoord. De nieuwe "Don" Leggio begon samen met Totò Riina, Bernardo Provenzano en Calogero Bagarella aan de opmars van de Corleonesi. Corleone was een klein stadje, zodoende waren de Corleonesi geen erg belangrijke fractie binnen de Siciliaanse Cosa nostra. Ze werden door de andere families dan ook "i viddani", "de boeren", van Corleone genoemd.
In het begin van de jaren 60 moesten Leggio, Riina en Provenzano onderduiken omdat ze gezocht werden voor de moord op Navarra en tientallen leden van diens clan. Leggio en Riina werden in 1969 toch gearresteerd, maar uiteindelijk weer vrijgesproken voor deze misdaden. Dit hadden ze voor elkaar gekregen door intimidatie en bedreigingen aan het adres van de betrokken juryleden en rechters. Totò Riina moest datzelfde jaar echter weer onderduiken voor de aanklacht op weer een andere moord, maar nu lukte het hem om tot 1993 voortvluchtig te blijven, alvorens hij gearresteerd werd.

## Palermo en Sicilië
In 1974 werd Luciano Leggio alsnog gearresteerd en gevangengezet voor de moord op Michele Navarra, zestien jaar eerder. Langzaam verloor Leggio het leiderschap over de Corleonesi, en werd Riina nu het effectieve hoofd van de familie. Deze hield inmiddels nauwe betrekkingen met de Napolitaanse Camorra. Zo werden de Corleonesi, in de jaren 70 een belangrijke schakel in de internationale heroïnehandel. Sicilië nam een sleutelpositie in, met name met betrekking tot de raffinage en het exporteren van de verdovende middelen. De winsten van de heroïnehandel waren vele malen hoger dan die van de traditionele activiteiten, zoals afpersing, woekerleningen en bouwprojecten.
Zwaar onderschat voerden "i viddani", onder leiding van Salvatore Riina van 1978 tot 1983 een keiharde en bloedige oorlog tegen de andere Siciliaanse families, met als doel het monopolie op de maffiapraktijken in Sicilië. Deze maffiaoorlog staat bekend als de Tweede Maffia-oorlog, en het lukte de familie Corleonesi de Siciliaanse Maffiacommissie over te nemen en forceerde zo lange tijd een quasi-dictatorschap over de gehele Cosa Nostra.
De Corleonesi afdelingen waren niet alleen gebonden aan de maffia van Corleone en Palermo. De Corleonesi maffiabazen stelden mensen aan uit heel Sicilië, wiens identiteit strikt geheim bleef, zelfs voor de overige leden van de familie. Leden van andere families die met Riina en Provenzano in zee gingen werden ook bij de Corleonesi gerekend, waardoor de Corleonesische coalitie in de jaren 80 en jaren 90 een groot deel van de Siciliaans maffia controleerde. Soldaat Giovanni Brusca van de familie "San Giuseppe Jato" was bijvoorbeeld zo'n "extern" lid van de Corleonesi. Na zijn arrestatie op 20 mei 1996, brak hij in navolging van Don Tommaso Buscetta en Joe Valachi de "heilige" zwijgplicht van de maffia, omerta, en werd een "Pentito" (politie informant). Hij gaf de politie veel informatie over het ontstaan, en het latere verval, van Riina's macht binnen de Cosa Nostra.

## "Pentiti" - Spijtoptanten
Antonino Calderone van de familie "Catania", ook een pentito, schetste een goed beeld van de Corleonesi maffiabazen Leggio, Riina en Provenzano. Over Leggio zei hij: "Hij vond moorden gewoon leuk. Hij had een manier van kijken waar iedereen bang van werd, zelfs wij maffiosi. Het kleinste dingetje kon hem laten exploderen, waarbij hij dan een vreemde blik kreeg en alles om hem heen stil werd. Wanneer je samen met hem was moest je erg voorzichtig zijn met wat je zei. De verkeerde intonatie, een verkeerd woord of iets anders misplaatst; de blik, de stilte.... Alles werd dan erg ongemakkelijk en de dood hing weer in de lucht."
"De Corleonesi bazen waren niet erg geschoold, maar bezaten een duivelse sluwheid", vertelde Calderone over Riina en Provenzano. "Ze zijn slim en keihard, een zeldzame combinatie in de Cosa nostra." Calderone beschreef Totò Riina als "erg ongeletterd, maar hij had een sterk ontwikkelde intuïtie, een behoorlijke intelligentie en was zeer moeilijk te doorgronden of te voorspellen." Riina was op z'n zachtst uitgedrukt erg "overtuigend" en vaak zeer sentimenteel. Hij volgde de oude, simpele en harde codes van het Siciliaanse platteland, waar geweld de enige wet is die geldt en vriendschap hand in hand gaat met extreme wreedheid. "Zijn filosofie bij een pijnlijke vinger was het afhakken van de hele arm, om zeker te zijn", verklaarde Calderone.
Een andere pentito Leonardo Messina van de familie "San Cataldo", beschreef hoe de Corleonesi zorgvuldig hun imperium opbouwde: "Ze kwamen aan de macht door langzaam, heel langzaam iedereen te vermoorden. We werden mooi om de tuin geleid omdat we dachten dat wij, na het omleggen van de oude bazen, zelf de bazen zouden worden. Sommigen vermoordden hun broers, anderen hun neef enzovoort. Omdat ze dachten hun plek in te kunnen vullen, maar in werkelijkheid kwamen de Corleonesi op die manier langzaam aan de macht van het hele systeem. In eerste instantie zorgde ze er voor dat de oude bazen opgeruimd werden, vervolgens iedereen die boven het maaiveld uit kwam, zoals Giuseppe "de Pantoffel" Greco, Mario Prestifilippo en Vincenzo Puccio. En ten slotte hou je alleen karakterloze types over die fungeren als hun marionetten."

## Politiek
Uit: Cosa nostra
De Corleonesi, wier exponenten op dat moment Luciano Leggio, toen in de gevangenis, Bernardo Provenzano en Totò Riina waren, bleken een extreem meedogenloze groep. Zij pleegden een reeks opmerkelijke moorden, waarbij ze alle overheidsdienaars die een obstakel konden zijn liquideerden. Op die manier demonstreerde ze hun macht. Zo stierf de generaal van de Carabinieri, Carlo Alberto Dalla Chiesa, held in de strijd tegen het terrorisme. Hij werd vermoord door de maffia in Palermo precies 100 dagen na zijn installatie. Ook vermoord werden Pio La Torre, Rocco Chinnici, Piersanti Mattarella, prefect van de regio Sicilië, Ninni Cassarà en vele anderen.
(...)
De wreedheden die werden begaan tijdens de maffiaoorlog in die jaren dreven echter ook enige maffiosi naar samenwerking met de overheid. Onder hen was "Porta Nuova" maffiabaas Don Tommaso Buscetta, die in 1984 Giovanni Falcone voor het eerst ontmoette. Buscetta koos ervoor om deze magistraat te vertrouwen en begon te praten. Hiermee brak hij als eerste Cosa Nostra maffioso de "heilige" omerta. Met zijn onthullingen konden Falcone en Paolo Borsellino met hun team de beroemde Maxiprocessi di Palermo opzetten. Hierbij werden maar liefst 1400 personen, waaronder ook Lucianio Leggio, aangeklaagd. Dit was de eerste harde klap voor de gehele Cosa Nostra. Leggio overleed in de gevangenis, op 16 november 1993, op achtenzestigjarige leeftijd aan een hartaanval. Hij werd begraven in Corleone.
(...)
Op dit eerste proces volgden nog verschillende andere. Het was een tijd van interne vergiftiging van de Italiaanse magistratuur en politiek, terwijl de maffia probeerde weer op te krabbelen. In het begin van de jaren 90 reorganiseerde de familie Corleonesi dat wat over was gebleven van Cosa nostra en begon het een reeks terroristische aanslagen met de aanslag van de Via dei Georgofili in Florence en de bom in de pinacotheek van Milaan.
De beruchtste aanslagen waren echter de aanslag van Capaci en de aanslag van de Via d'Amelio bij welke Giovanni Falcone het leven liet, samen met zijn echtgenote Francesca en een deel van hun escorte. Zijn opvolger Paolo Borsellino werd enkele maanden later ook geliquideerd.
Giovanni Brusca van de familie "San Giuseppe Jato", tevens een van Riina's trouwste soldaten, die persoonlijk de bom die Falcone doodde activeerde, brak na zijn arrestatie in 1996 ook de omerta. Hij kwam met een controversiële versie over Riina's arrestatie waarin hij een geheime deal tussen de Carabinieri officieren, geheim agenten en de andere Cosa Nostra bazen, die Riina's Corleonesi meer dan zat waren, beschrijft. Volgens Brusca ruilde Provenzano Riina in voor de waardevolle maar vooral belastende papieren in zijn woning, Via Bernini 52 te Palermo.
Uit: Giulio Andreotti
Hoewel Riina bij verstek al twee keer tot levenslang was veroordeeld werd hij nogmaals berecht en veroordeeld voor meer dan honderd moorden, inclusief de moorden op Falcone en Borsellino. In oktober 1993, negen maanden na zijn gevangenneming, werd Riina veroordeeld voor het opdracht geven van de moorden op Vincenzo Puccio en diens broer Pietro. In 1998 werd Riina nogmaals tot een levenslange gevangenisstraf veroordeeld voor de moord Salvo Lima, een collaborerend politicus.
Riina wordt vastgehouden in een "maximum-security" gevangenis met beperkt contact naar de buitenwereld, om te voorkomen dat hij zijn organisatie kan leiden van achter de tralies. Meer dan $125.000.000,- aan activa van Riina werden in beslag genomen, waarschijnlijk slechts een fractie van zijn fortuin.

## Verdeeldheid
Na de arrestatie van Totò Riina, op 15 januari 1993, ontstond er verdeeldheid binnen de Corleonesi clan.
Provenzano's nieuwe wetten waren geduld, compartimentering, meebuigen met overheidsinstellingen en systematische infiltratie in de overheidsfinanciën. Bagerella voelde echter meer voor voortzetting van de oude lijn onder leiding van "hardliner in jail" Totò Riina.
Samen met Giovanni Brusca, een van de machtigste leiders van de Cosa Nostra in de periode na Riina’s arrestatie, was Bagarella betrokken in de terreurcampagne tegen de staat. Deze was bedoeld om de overheid te dwingen zich terug te trekken uit de klopjacht op de maffia na de moorden op antimaffiamagistraten Giovanni Falcone en Paolo Borsellino. In 1993, in de maanden na Riina's arrestatie volgde er een serie bomaanslagen, uitgevoerd door de Corleonesi, gericht op een aantal toeristische trekpleisters op het Italiaanse vasteland. De "Via dei Georgofili" in Florence, "Via Palestro" in Milaan en de "Piazza San Giovanni" in Laterano. De bekendste aanslagen waren echter de "Via San Teodoro" in Rome, waarbij 10 mensen om het leven kwamen en 71 gewonden vielen en de autobom bij de "Galleria degli Uffizi", de galerij bij het Paleis van Florence, waarin een museum gevestigd is. Behalve de vernietiging en beschadiging van enkele belangrijke schilderijen, kwamen hierbij nog eens 5 mensen om het leven.
Zo kwamen zij tegenover Riina's eigenlijke opvolger, Provenzano te staan, maar twee jaar later al, op 24 juni 1995, werd Bagarella gearresteerd na een periode van vier jaar voortvluchtig te zijn geweest. Ook Brusca werd later, in mei 1996, gearresteerd, en zodoende konden de gematigde "Palmeritani", de overgebleven maffiabazen Antonino Giuffrè, Salvatore Lo Piccolo en Matteo Messina Denaro, onder leiding van Bernardo Provenzano de oude maffiastructuur weer herstellen. De structuur die Provenzano zelf, onder leiding van Riina, samen met Bagarella had afgebroken.
De gearresteerde maffiabazen wilden dat er iets gedaan werd aan de strenge gevangeniswetten, met in het bijzonder de afschaffing van de nieuw aangenomen "41-bis prison regime" wet, die het hun onmogelijk maakte hun netwerken vanuit de gevangenis te controleren. Deze werd aangenomen omdat ervan uitgegaan werd dat zij anders harde contra acties zouden organiseren, terwijl ze hun levenslange gevangenisstraffen aan het uitzitten waren. Toen Bagarella in juni van dat jaar voor de rechter moest verschijnen, plaatste hij enkele dreigende opmerkingen richting de Italiaanse overheid. Hij beweerde dat "de maffia er moe van wordt geëxploiteerd, vernederd, onderdrukt en als gebruikte goederen behandeld te worden door verschillende politici."
Antonino Giuffrè, een vertrouweling van Provenzano, brak ook de omerta, vlak na zijn arrestatie in 2002. Hij verklaarde dat in 1993, de beginperiode van Forza Italia, Cosa nostra direct contact had met afgevaardigden van Silvio Berlusconi. De deal zou een forse versoepeling van de "41-bis prison regime" wet en afschaffing van nog enkele ander antimaffiawetten inhouden, in ruil voor een "electoraal voordeel" in Sicilië. Giuffrè's beweringen zijn onbevestigd gebleven.
Volgens de Italiaanse pers werd Provenzano, na zijn arrestatie op 16 april 2006, tijdens het vervoer naar een "high security" gevangenis in Terni, door Totò Riina’s zoon Giovanni Riina, die vastzat voor drievoudige moord, uitgescholden voor "sbirro", een veelgebruikt Italiaans scheldwoord voor politieagent. Hiermee insinueert hij samenwerking tussen Provenzano en de politie, waarschijnlijk refererend aan de arrestatie van zijn vader.